# 罗比亚克-罗什萨杜勒
罗比亚克-罗什萨杜勒（法語：Robiac-Rochessadoule，法語發音：[ʁɔbjak ʁɔʃsadul]）是法国加尔省的一个市镇，属于阿莱斯区。

## 地理
罗比亚克-罗什萨杜勒（44°16'44"N, 4°5'11"E）面积10.31 平方千米，位于法国奧克西塔尼大區加尔省，该省份为法国南部沿海省份，南端濒地中海，北起顺时针与阿尔代什省、沃克吕兹省、罗讷河口省、埃罗省、阿韦龙省和洛泽尔省接壤。
与罗比亚克-罗什萨杜勒接壤的市镇（或旧市镇、城区）包括：贝塞日、勒马尔蒂内、塞兹河畔莫利耶尔、佩尔马勒、波特、欧佐内河畔圣弗洛朗、圣让-德瓦莱里斯克勒。
罗比亚克-罗什萨杜勒的时区为UTC+01:00、UTC+02:00（夏令时）。

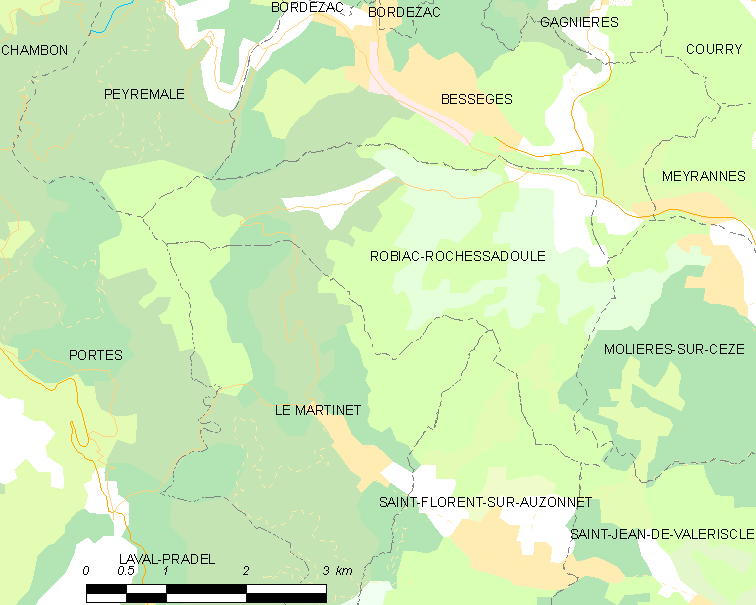
罗比亚克-罗什萨杜勒的OSM定位图

## 行政
罗比亚克-罗什萨杜勒的邮政编码为30160，INSEE市镇编码为30216。

## 政治
罗比亚克-罗什萨杜勒所属的省级选区为鲁松县。

## 人口

1962-2008年间罗比亚克-罗什萨杜勒人口变化图示

罗比亚克-罗什萨杜勒于2022年1月1日时的人口数量为840人。